# Ann Southam
Ann Southam CM (* 4. Februar 1937 in Winnipeg, Manitoba; † 25. November 2010 in Toronto, Ontario) war eine kanadische Komponistin.

## Leben
Southam studierte an der University of Toronto Klavier bei Pierre Souvairan, Komposition bei Samuel Dolin und Elektronische Musik bei Gustav Ciamaga. Sie war als freischaffende Komponistin in Toronto tätig und komponierte Elektronische Musik für das Toronto Dance Theatre, Orchester-, Kammer- und Klaviermusik.
2010 wurde sie Member of the Order of Canada.